# Tratado de Libre Comercio Chile-Estados Unidos

Exportaciones chilenas a los Estados Unidos (1995-2010).

El Tratado de Libre Comercio entre Estados Unidos y Chile es un acuerdo comercial que reduce las barreras arancelarias aplicados a los productos de ambos países, con el fin de potenciar el intercambio comercial mutuo, puesto que los productos al carecer de impuestos aduaneros se presentan a los consumidores en condiciones más favorables, en relación con sus precios.

## Negociaciones y ratificación
Sus primeras negociaciones se iniciaron en 1994 en planteamientos mutuos que realizaron los presidentes Bill Clinton y Eduardo Frei. Tras años de arduas negociaciones, éstas terminaron el 11 de diciembre de 2002, y fue firmado el 6 de junio de 2003. Fue ratificado por la Cámara de Representantes el 24 de julio de 2003 por una votación de 270-156, y ratificado por el Senado de los Estados Unidos el 31 de julio de 2003 por una votación de 65-32. El presidente George W. Bush firmó la ley United States-Chile Free Trade Agreement Implementation Act el 3 de septiembre del año 2003. El acuerdo fue implementado por ambos países el 1 de enero del año 2004.

## Visiones a favor del Tratado
El principal argumento de los promotores del acuerdo sostienen que este tratado de libre comercio entre Chile y los Estados Unidos al reducir las barreras arancelarias incrementarán el comercio entre ambos países.

## Visiones en contra del Tratado
Quienes se oponen al tratado afirman que éste sólo profundizará las desigualdades existentes entre ambos países, puesto que condenaría a Chile a ser un país exportador de materias primas, frente a un país que exportaría tecnología a precios abrumadoramente altos.